# Pluviselvas de Atsinanana
Las Pluviselvas de Atsinanana comprenden seis parques nacionales localizados en la costa oriental de la isla de Madagascar. La selva fue inscrita en el Patrimonio de la Humanidad de la Unesco en la año 2007 por su biodiversidad.
Los parques incluidos en esta denominación son los siguientes:
1. Parque Nacional de Marojejy
2. Parque Nacional de Masoala
3. Parque Nacional de Zahamena
4. Parque Nacional de Ranomafana
5. Parque Nacional de Andringitra
6. Parque Nacional de Andohahela

Debido a la caza de lémures, la tala forestal ilegal y el tráfico de maderas preciosas, sobre todo después de la crisis política en Madagascar de 2009, el 30 de julio de 2010 las Pluviselvas de Atsinanana fueron incluidas en la Lista del Patrimonio de la Humanidad en peligro.

## Galería

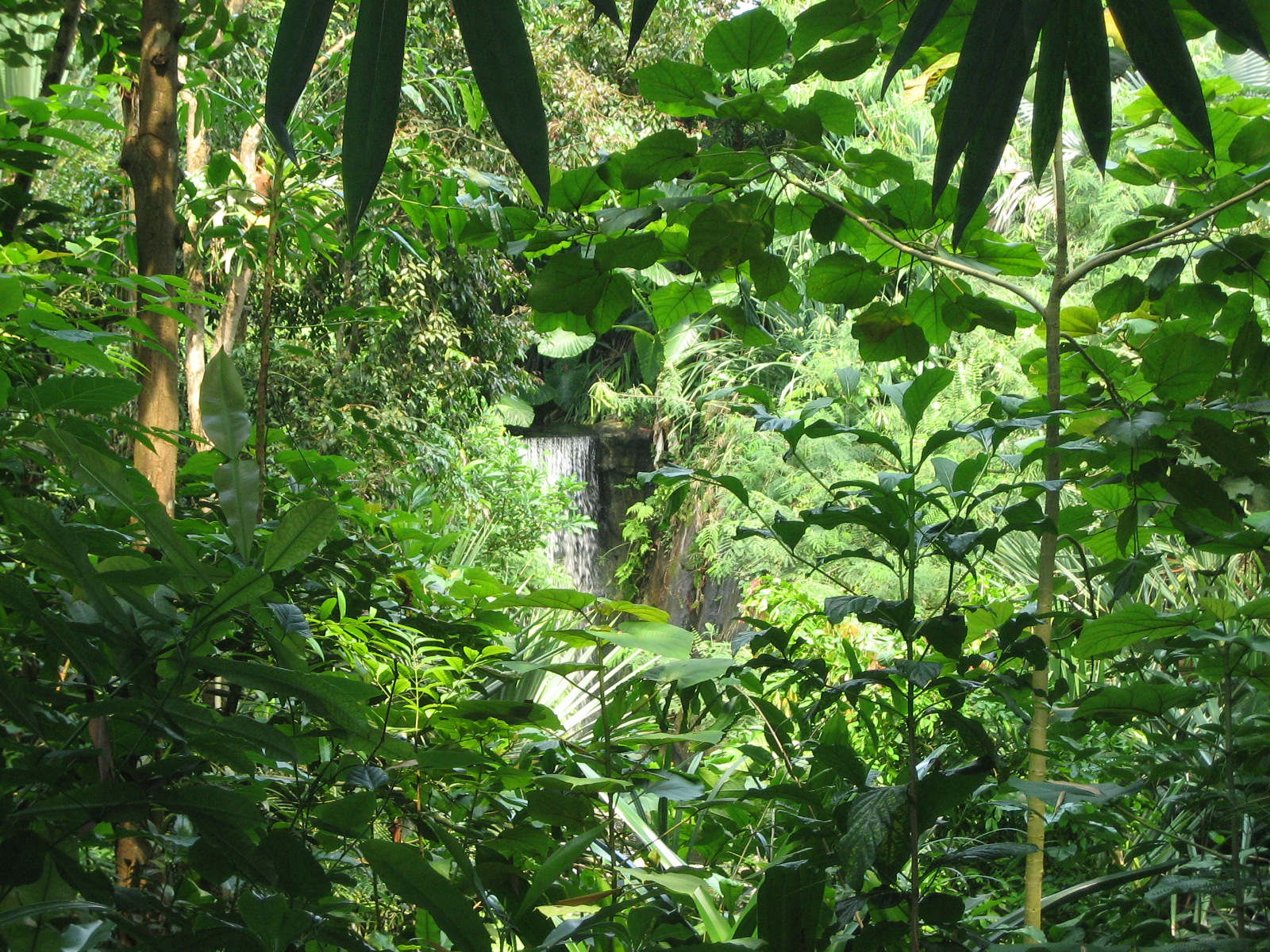